# 北海道道98号旭川多度志線
北海道道98号旭川多度志線（ほっかいどうどう98ごう あさひかわたどしせん）は、北海道旭川市と深川市多度志を結ぶ道道（主要地方道）である。

## 概要
深川市多度志で国道275号と接続しており、旭川 - 留萌間の最短ルートである。

### 路線データ
- 起点：北海道旭川市1条通8丁目（北海道道20号旭川停車場線交点）
- 終点：北海道深川市多度志（国道275号交点）
- 総延長：33.965 km[1]
- 実延長：30.955 km[1]
- 重用延長：3.010 km[1]
- 未舗装延長：0.020 km[1]

## 歴史
- 1976年（昭和51年）8月31日 - 899号として路線認定[2]。
- 1993年（平成5年）5月11日 - 建設省から、道道旭川多度志線が旭川多度志線として主要地方道に指定される[3]。
- 1994年（平成6年）10月1日 - 路線番号変更[4]。
- 2010年（平成22年）7月23日 - 北彩都あさひかわ事業の一環として、路線ルートが北彩都橋・氷点橋経由に変更される。旧ルートのうち1条通8丁目 - 1条通2丁目は道道指定解除となった[5]。

この路線の前身は、1967年（昭和42年）3月31日認定の道道566号湯内旭川線の全線と、1954年（昭和29年）3月30日認定の道道64号（当時）多度志納内停車場線、および1957年（昭和32年）3月30日認定の道道173号（当時）江丹別旭川停車場線のそれぞれ一部区間である。これら3路線を廃止して、旭川多度志線にまとめられた。

## 路線状況

### 重複区間
- 国道237号：旭川市神楽4条9丁目 - 旭川市神楽5条4丁目
- 北海道道90号旭川環状線：旭川市神居3条11丁目 - 旭川市忠和4条2丁目

### 道路施設
主な橋
- 北彩都橋 (53.4 m)・氷点橋 (178.6 m) - 2011年（平成23年）4月1日開通[要出典]。

北彩都あさひかわ事業により新規開通した区間。忠別川の土手を境として、旭川駅寄りの公園上に架かる橋が北彩都橋、忠別川に架かる橋が氷点橋である。
主なトンネル
- 湯内トンネル (1,930m) - 2008年（平成20年）3月28日竣工[要出典]。

旭川市と深川市の境界はこのトンネルの内部にある。
このトンネルの付近は湯内峠と呼ばれる。トンネル開通前は急勾配、急カーブが連続する（最急勾配：10.5 %、最小曲線半径：22 m）標高400 mの峠であった。峠の頂上付近は見晴らしも良く、オートバイのツーリングなどで人気のコースでもあったが、違法競走型暴走族のローリング族の暴走がしばしば問題となっていた。単独事故や死亡事故も多く、さらに未舗装道路も多かったため、峠を含む約13 kmの区間は11月上旬から4月下旬まで冬季通行止となっていた。なお通年通行を可能にするため、当トンネルを含む新ルートが2008年（平成20年）4月22日に開通した。旧道は廃棄物等の不法投棄防止と暴走事故防止のため、アスファルトをすべて撤去し所々横に水路を設け通行できないよう工事され、すでに封鎖済みである。

### 道の駅
- 道の駅あさひかわ（国道237号重複区間）

## 地理

### 通過する自治体
- 上川総合振興局
  - 旭川市
- 空知総合振興局
  - 深川市

### 交差する道路
旭川市
- 北海道道20号旭川停車場線 - 1条通8丁目（起点）
- 北海道道294号東川東神楽旭川線 - 1条通9丁目・1条通10丁目交差点
- 国道237号 - 神楽4条9丁目、神楽5条4丁目（重複）
- 北海道道90号旭川環状線 - 神居3条11丁目、忠和4条2丁目（重複）
- 国道12号 - 神居2条1丁目、忠和4条8丁目、忠和5条8丁目
- 国道12号旭川新道 - 忠和4条2丁目
- 北海道道915号共和嵐山線 - 江丹別町嵐山

深川市
- 北海道道920号幌内湯内線 - 湯内
- 北海道道916号湯内内園線 - 湯内
- 北海道道875号多度志一已線 - 多度志
- 北海道道429号多度志停車場線 - 多度志
- 国道275号 - 多度志（終点）
- 北海道道281号深川多度志線 - 多度志（終点）

### 沿線にある施設など
旭川市
- JR北海道 函館本線・宗谷本線・富良野線 旭川駅
- 旭川市博物館
- 旭川大雪アリーナ
- 旭川市立神楽小学校
- 旭川市消防本部南消防署神楽出張所
- 北洋銀行神楽支店
- 北海道銀行神楽支店
- 旭川神楽郵便局
- 旭川神居郵便局
- 旭川信用金庫神居支店
- 旭川市立神居小学校
- 旭川市立神居中学校
- 旭川中央警察署神居交番
- 稚内信用金庫神居支店
- 旭川市消防本部南消防署忠和出張所
- 旭川忠和郵便局
- 旭川市立忠和小学校
- 旧東海大学旭川キャンパス
- 旭川市水道局下水処理センター
- 旭川市立嵐山中学校

深川市
- 上湯内ダム
- 深川警察署多度志駐在所